# Roger de Montbegon

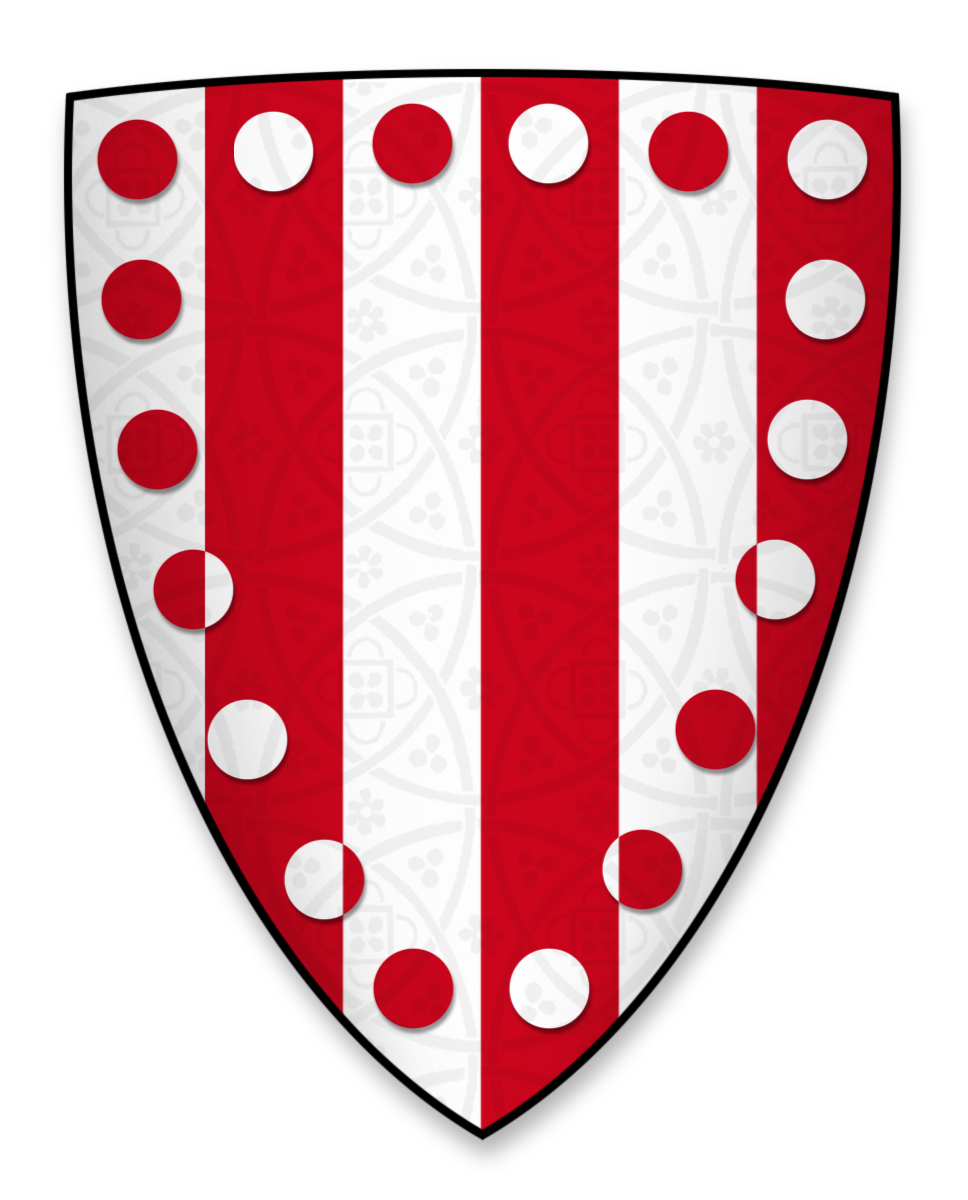
Wappen von Roger de Montbegon

Roger de Montbegon (* um 1165; † 1226) war ein englischer Adliger und Rebell. Er gehörte der Adelsopposition an, die König Johann Ohneland 1215 zur Anerkennung der Magna Carta zwang.

## Leben
Roger Montbegon war ein Sohn von Adam de Montbegon und von Maud, einer Tochter von Adam FitzSwain. Seine Familie besaß die Herrschaft von Hornby mit Castle Stede in Lancashire sowie weitere Besitzungen in Nottinghamshire, Lincolnshire und im West Riding of Yorkshire, die Roger nach dem Tod seines Vaters 1172 erbte.
In den 1190er Jahren gehörte Montbegon zu den Unterstützern von Prinz Johann, als dieser als Graf von Mortain während der Gefangenschaft seines Bruders König Richard Löwenherz in Deutschland versuchte, die Macht in England zu erkämpfen. Als dieser Versuch scheiterte, wurden Montbegons Besitzungen kurzzeitig beschlagnahmt. Nachdem Prinz Johann nach dem Tod von Richard Löwenherz 1199 König von England wurde, bot Montbegon ihm 500 Mark, um die Erlaubnis zu erhalten, Olivia, die Witwe von Robert FitzJohn, zu heiraten. Er war jedoch bald von der Herrschaft Johanns enttäuscht, von dem er sich mehr Gunstbeweise erhofft hatte. Als es nach der Eroberung der Normandie durch Frankreich 1205 in Nordengland zu Unruhen gegen den König kam, verdächtigte der König Montbegon, zu den Rebellen zu gehören.
Um 1214 gehörte Montbegon mit Eustace de Vesci und William de Mowbray zum harten Kern der Gegner des Königs in Nordengland. Als einer der ersten Barone verweigerte er 1214 die Zahlung des für den Feldzug ins Poitou geforderten Schildgeldes. Nachdem die Adelsopposition den König im Juni 1215 zur Anerkennung der Magna Carta gezwungen hatte, wurde Montbegon zu einem der 25 Barone gewählt, die die Einhaltung der Bestimmungen durch den König überwachen sollten. Als es im Herbst wieder zum offenen Krieg der Barone gegen den König kam, gehörte er fest zum Lager der Rebellen. Nach dem Tod von König Johann 1216 unterwarf er sich erst im August 1217 zusammen mit Richard de Percy dem neuen König Heinrich III.
Wie viele Barone lehnte Montbegon in den nächsten Jahren die Autorität des Königs ab, wenn er selbst betroffen war. Während der Rebellion gegen König Johann waren Montbegons Güter Clayworth, Oswaldbeck und North Wheatley in Nottinghamshire von königlichen Truppen besetzt worden. Im Gegensatz zu anderen Baronen versuchte Montbegon zunächst jedoch nicht, seine Ansprüche auf die Güter mit Gewalt, sondern vor Gericht durchzusetzen. Sein Gegenspieler, Sheriff Philip Mark von Nottingham, hatte zuvor zu den engsten Vertrauten von König Johann gehört und versuchte bis 1220 hartnäckig, die Herausgabe der Güter zu verhindern. 1220 wurde Montbegon beschuldigt, die Güter mit Gewalt besetzt zu haben, und er war bereit, seine Ansprüche von einem Champion als Gottesurteil im Zweikampf ausfechten zu lassen. Als das Gericht dies ablehnte, verließ er wütend das Gericht, und trotz dreimaliger Aufforderung des Constable von Nottingham lehnte er es ab, zur Verkündung des Urteils zu erscheinen. Erst durch Intervention des Justiciars Hubert de Burgh erhielt Montbegon 1220 North Wheatley und Clayworth zurück. Bei der Niederschlagung der Rebellion von William de Forz 1221 gehörte Montbegon zu den Baronen, die die Burgen von Forz in Nordengland belagerten.
Montbegon starb kinderlos, sein Erbe wurde sein Großneffe Henry de Monewdon.